# یورنک گومز
یورنک گومز (انگلیسی: Llorenç Gómez؛ زادهٔ ۳ نوامبر ۱۹۹۱) بازیکن فوتبال اهل اسپانیا است.
وی همچنین در تیم ملی فوتبال ساحلی اسپانیا بازی کرده‌است.